# Hemidactylus smithi
Espèce
Statut de conservation UICN

 DD  : Données insuffisantes
Hemidactylus smithi est une espèce de geckos de la famille des Gekkonidae.

## Répartition
Cette espèce se rencontre en Éthiopie et au Somaliland en Somalie.

## Étymologie
Cette espèce est nommée en l'honneur d'Arthur Donaldson Smith (1864-1939).

## Publication originale
- Boulenger, 1895 : An account of the reptiles and batrachians collected by Dr. A. Donaldson Smith in western Somaliland and the Galla Country. Proceedings of the Zoological Society of London, vol. 1895, p. 530-540 (texte intégral).